# Fabien Calvez
Pour les articles homonymes, voir Calvez.
Fabien Calvez, né le 21 avril 1984 à Évreux, est un joueur puis entraîneur français de basket-ball. Comme joueur, il évolue au poste de meneur de jeu.

## Carrière
Après une première saison professionnelle comme remplaçant à l'ALM Évreux en Pro B, Fabien Calvez descend de division pour acquérir de l'expérience et prendre des responsabilités au sein d'une équipe. Il joue une saison à l'Abeille des Aydes Blois Basket alors en NM2, la quatrième division du championnat de France, puis joue cinq saisons en NM1 (dans quatre équipes différentes) avant que son équipe, l'Étoile de Charleville-Mézières, ne remonte en Pro B. Avec Charleville-Mézières, il remporte le Final Four de NM1 en 2011-2012. Il est nommé MVP de ce Final Four. Le 15 mai 2016, il annonce sur son compte twitter mettre un terme à sa carrière sportive.
Il devient par la suite entraîneur adjoint de l'équipe féminine des Flammes Carolo basket entre 2016 et 2019. Il retrouve son ancien club de l'Étoile de Charleville-Mézières comme entraineur principal pour la saison 2019-2020 alors que celui-ci est relégué administrativement en NM2.
Le 9 mai 2022, alors qu'il lui reste un an de contrat, Fabien Calvez signe à l'étage supérieur à l'Aurore de Vitré provoquant ainsi le mécontentement des dirigeants de Charleville-Mézières.

## Carrière joueur
- 2005-2006 :  ALM Évreux Basket (Pro B)
- 2006-2007 :  ADA Blois (NM2)
- 2007-2008 :  SOMB Boulogne-sur-Mer (NM1)
- 2008-2009 :  ADA Blois (NM1)
- 2009-2011 :  Denek Bat Urcuit (NM1)
- 2011-2014 :  Étoile de Charleville-Mézières (NM1 et Pro B)
- 2014-2015 :  Hermine de Nantes Atlantique (Pro B)
- 2015-2016 :  Rueil Athletic Club (NM1)

## Carrière entraîneur
- 2016-2019 :  Flammes Carolo Basket (LFB) (adjoint)
- 2019-2022 :  Étoile de Charleville-Mézières (NM2)
- Depuis 2022 :  Aurore de Vitré (NM1)

## Récompenses
- Vainqueur du Final Four de NM1 2012
- MVP du Final Four de NM1 2012[6]